# Lydia Schamschula

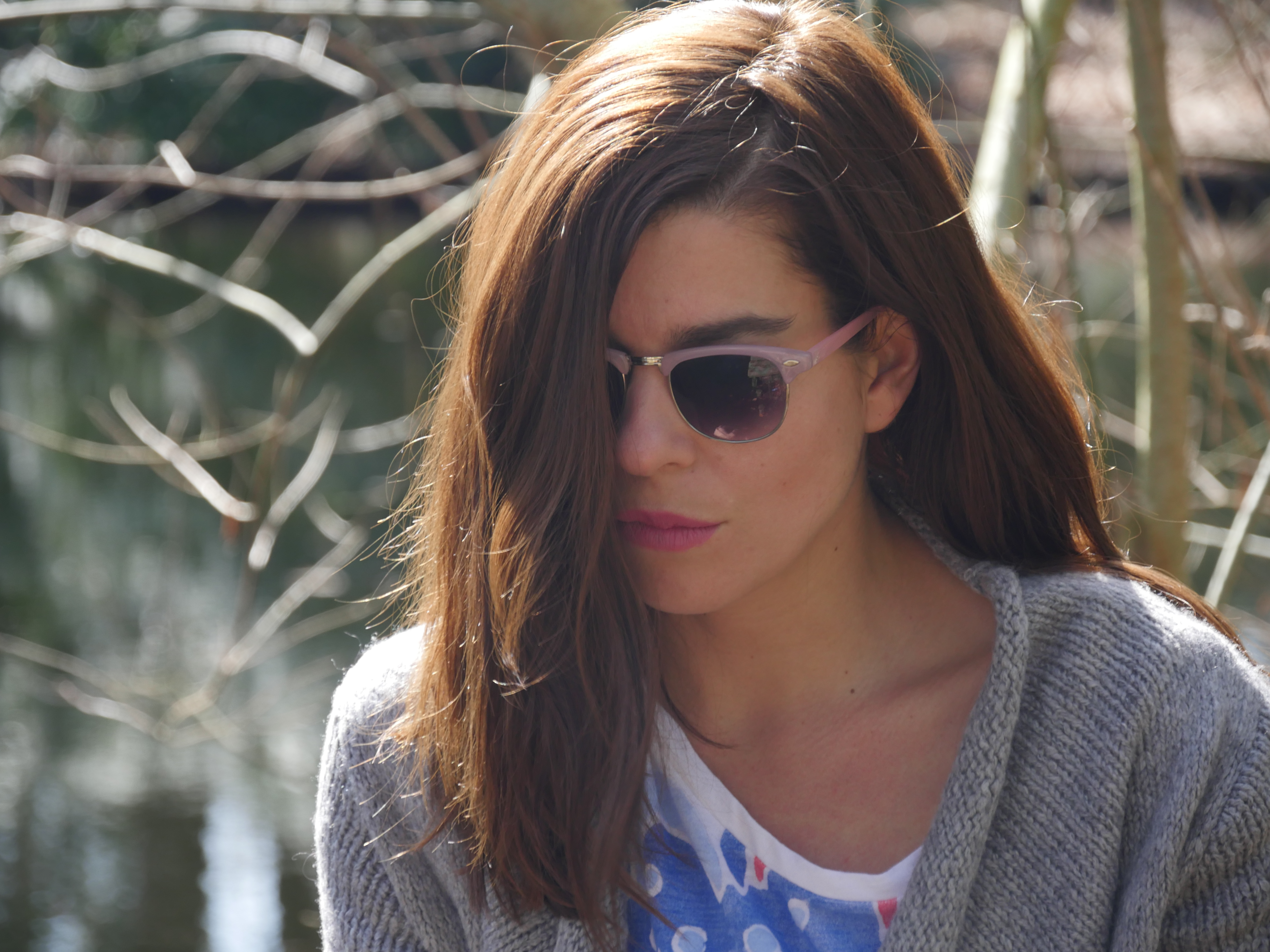
Lydia Schamschula (2016)

Lydia Schamschula (* 20. März 1981 in Darmstadt) ist eine deutsche Schauspielerin.
Schamschula absolvierte ihr Schauspielstudium von 2002 bis 2005 an der Schauspielschule „Die Etage“ in Berlin. Zu Beginn ihrer Karriere arbeitete sie an verschiedenen Theaterhäusern in Deutschland, unter anderem am Schauspielhaus Frankfurt, Prinzregenttheater Bochum und bei den Bad Hersfelder Festspielen. Außerdem spielte sie in zahlreichen TV- und Kinofilmen mit.

## Theater
- 2011–2013: Prinz Regent Theater Bochum, “Buddenbrooks”, Regie: Sibylle Broll-Pape, Rolle: Tony Buddenbrook
- 2012: Festspiele Bad Hersfeld, “Das Dschungelbuch”, Regie: Janusz Kica, Rolle: Affenmutter/Wolfsmutter

## Filmografie
- 2003: Aturo Ui, Regie: Kerstin Hering
- 2004: Not a Love Story
- 2005: Die rote Harfe (Kurzfilm), Regie: Antonia Jäger
- 2006: Austern ohne Schale, Regie: Jette Müller
- 2006: Eine kleine Geschichte über die Liebe, Regie: Adel Youkhanna
- 2007: Das Haus am Waldesrand, Regie: Markus von Känel
- 2008: They Call us Candy Girls (Internetserie, 10 Folgen)
- 2008: Distanz (Kurzfilm), Regie: Moritz Richard
- 2009: Die Päpstin, Regie: Sönke Wortmann
- 2009: Ein Fall für zwei (Fernsehserie, Folge Tod im Weinberg), Regie: Boris Keidies
- 2009: Blutsbrüder (Internetserie, 12 Folgen), Regie: Til Obladen
- 2011, 2014: SOKO Leipzig (Fernsehserie, verschiedene Rollen, 2 Folgen)
- 2011: In Mitte ist der Himmel immer blau (Kurzfilm), Regie: Jan Becker
- 2011: Salto, Regie: Maximilian Moll
- 2012: A Woman in Berlin (Kurzfilm), Regie: Jeremy Glaholt
- 2013: Heiter bis tödlich: Zwischen den Zeilen (Fernsehserie, Folge Zu viel Zukunft ist auch nicht gut), Regie: Klaus Knoesel
- 2014: Verbotene Liebe (Fernsehserie, 2 Folgen)
- 2015: Einfach Rosa – Die Hochzeitsplanerin (Fernsehreihe), Regie: Holger Haase
- 2017: Happy Burnout, Regie: André Erkau
- 2018: Nord Nord Mord – Clüver und der leise Tod (Fernsehreihe), Regie: Anno Saul
- 2019: Marie Brand und der Reiz der Gewalt, Regie: Nicole Weegmann